# 徳島ペンクラブ
徳島ペンクラブ（英文名称：Tokushima Pen Club）は、徳島の文学愛好者らでつくる文芸団体であり、同人誌「徳島ペンクラブ選集」を発行している。会員数は約160名。入会は理事の推薦を経て、理事会の承認が必要。

## 歴史
- 1967年（昭和42年） - 徳島ペンクラブ発起人会創立総会が開催され結成。

### 内容
- 特集
- 特別寄稿
- 春の文学旅行
- 秋の文学旅行
- ペンクラブ雑記
- 会員短信、会員ニュース
- 会員作品
- とくしま随筆大賞
- 会員名簿
- 編集後記

## その他
「とくしま随筆大賞」を創設し、毎年、一般から広く作品を募集している。